# Щ-201
| Щ-201                              | Щ-201                                                | Щ-201                                                |
| ---------------------------------- | ---------------------------------------------------- | ---------------------------------------------------- |
|                                    |                                                      |                                                      |
|                                    |                                                      |                                                      |
| Схема підводного човна типу «Щука» |                                                      |                                                      |
| Під прапором                       | Військово-морський флот СРСР                         | Військово-морський флот СРСР                         |
| Порт приписки                      | Новоросійськ                                         | Новоросійськ                                         |
| Спуск на воду                      | 3 квітня 1934 року                                   | 3 квітня 1934 року                                   |
| Виведений зі складу флоту          | 5 серпня 1935 року                                   | 5 серпня 1935 року                                   |
| Сучасний статус                    | 29 грудня 1955 року списаний на брухт                | 29 грудня 1955 року списаний на брухт                |
| Нагороди                           | Орден Червоного Прапора                              | Орден Червоного Прапора                              |
| Проєкт                             |                                                      |                                                      |
| Тип ПЧ                             | Торпедний ДПЧ                                        | Торпедний ДПЧ                                        |
| Розробник проєкту                  | завод № 194 (імені Марті), Ленінград                 | завод № 194 (імені Марті), Ленінград                 |
| Головний конструктор               | Малінін Б. М.                                        | Малінін Б. М.                                        |
| Основні характеристики             |                                                      |                                                      |
| Швидкість (надводна)               | 11,88 вузли (22 км/год)                              | 11,88 вузли (22 км/год)                              |
| Швидкість (підводна)               | 7,47 вузлів (13,8 км/год)                            | 7,47 вузлів (13,8 км/год)                            |
| Робоча глибина занурення           | 75 м                                                 | 75 м                                                 |
| Гранична глибина занурення         | 90 м                                                 | 90 м                                                 |
| Автономність плавання              | 20 діб                                               | 20 діб                                               |
| Екіпаж                             | 40 осіб                                              | 40 осіб                                              |
| Розміри                            |                                                      |                                                      |
| Довжина найбільша (по КВЛ)         | 58,8 м                                               | 58,8 м                                               |
| Ширина корпусу найб.               | 6,2 м                                                | 6,2 м                                                |
| Середня осадка (по КВЛ)            | 4,3 м                                                | 4,3 м                                                |
| Водотоннажність надводна           | 607,2 т                                              | 607,2 т                                              |
| Озброєння                          |                                                      |                                                      |
| Торпедно- мінне озброєння          | 4 носових та 2 кормові ТА калібру 533-мм (10 торпед) | 4 носових та 2 кормові ТА калібру 533-мм (10 торпед) |
| ППО                                | 2 × 45-мм напівавтоматичні гармати 21-К              | 2 × 45-мм напівавтоматичні гармати 21-К              |

Щ-201 (до 15 вересня 1934 р. — «Сазан», з 16 червня 1949 р. — С-201) — радянський дизель-електричний підводний човен серії V-біс, типу «Щука», що входив до складу Військово-морського флоту СРСР за часів Другої світової війни. Закладений 14 серпня 1933 року на верфі заводу № 194, у Ленінграді під будівельним номером 183/10. У 1934 році залізницею перевезений на завод № 200 у Миколаїв. 3 квітня 1934 року спущений на воду під заводським номером 1026. 5 серпня 1935 року корабель увійшов до строю, а 3 вересня 1935 року включений до складу Чорноморського флоту ВМФ СРСР.

## Історія служби
22 червня 1941 року Щ-201 під командуванням капітан-лейтенанта Стрижака Олександра Івановича зустрінув у Новоросійську у складі Окремого навчального дивізіону ПЧ ЧФ. 2 липня підводний човен вийшов у перший бойовий похід. 16 вересня біля Новоросійська підводники почули шуми гвинтів румунської субмарини «Дельфінул», яка здійснювала розвідувальний похід. Прийнявши їх за шуми торпеди і вважаючи себе атакованим, командир Щ-201 від атаки ухилився.
За офіційними радянськими даними за час війни «Сазан» здійснив 13 бойових походів, під час яких потопив 6 і пошкодив 2 судна противника. 5 листопада 1944 року Щ-201 нагороджений орденом Червоного Прапора. Насправді човен у період з липня 1941 до червня 1944 року служив на Чорному морі, в ході виконання бойових завдань провів 8 торпедних атак, але не уразив та не пошкодив жодного корабля чи судна противника.
19 липня 1945 року сильно зношений корабель був виведений з бойового складу флоту, законсервований у Балаклаві. 4 лютого 1946 року «Севморзавод» почав на Щ-201 капітальний ремонт, який тривав 3 роки. 16 червня 1949 року відремонтований корабель отримав позначення С-201. 29 грудня 1955 року підводний човен роззброєний та 18 січня 1956 року списаний на брухт. В цьому ж році призначений на злам човен затонув біля причалу в Поті, але його підняли та пустили на брухт в Інкермані.